# فرودگاه بولدر
فرودگاه بولدر (به انگلیسی: Boulder Airport) یک فرودگاه همگانی بهره‌برداری هوایی است که یک باند فرود چمن دارد و طول باند آن ۱۱۲۰ متر است. این فرودگاه در کشور ایالات متحده آمریکا قرار دارد و در ارتفاع ۱۵۱۴ متری از سطح دریا واقع شده‌است.